# دوري تونغا لكرة القدم 2013–14
دوري تونغا لكرة القدم 2013–14 هو موسم من دوري تونغا لكرة القدم. فاز فيه Lotohaʻapai United ‏.